# Pologne aux Jeux olympiques d'été de 2012
La Pologne participe aux Jeux olympiques de 2012 à Londres au Royaume-Uni du 27 juillet au 12 août 2012. Il s'agit de sa 20e participation à des Jeux olympiques d'été. 

## Médaillés
| Médaille | Nom                                 | Sport         | Compétition                          | Date       |
| -------- | ----------------------------------- | ------------- | ------------------------------------ | ---------- |
| Or       | Tomasz Majewski                     | Athlétisme    | Lancer du poids hommes               | 3 août     |
| Or       | Adrian Zieliński                    | Haltérophilie | Moins de 85 kg hommes                | 3 août     |
| Or       | Anita Włodarczyk                    | Athlétisme    | lancer du marteau femmes             | 10 août    |
| Argent   | Sylwia Bogacka                      | Tir           | Carabine à 10 m air comprimé femmes  | 28 juillet |
| Argent   | Bartłomiej Bonk                     | Haltérophilie | Moins de 105 kg hommes               | 6 août     |
| Bronze   | Magdalena Fularczyk Julia Michalska | Aviron        | Deux de couple femmes                | 3 août     |
| Bronze   | Damian Janikowski                   | Lutte         | Gréco-romaine, moins de 84 kg hommes | 6 août     |
| Bronze   | Przemysław Miarczyński              | Voile         | RS:X hommes                          | 7 août     |
| Bronze   | Tomasz Zielinski                    | Haltérophilie | Moins de 94 kg hommes                | 4 août     |
| Bronze   | Zofia Klepacka                      | Voile         | RS:X femmes                          | 7 août     |
| Bronze   | Karolina Naja Beata Mikołajczyk     | Canoë-kayak   | K2 500 mètres femmes                 | 9 août     |

## Athlétisme
| Discipline           | Athlètes                                                                                           | Rang           | Temps           |
| -------------------- | -------------------------------------------------------------------------------------------------- | -------------- | --------------- |
| 100 mètres           | Dariusz Kuć                                                                                        | élim séries    |                 |
| 400 mètres           | Marcin Marciniszyn                                                                                 | élim séries    |                 |
| 800 mètres           | Adam Kszczot                                                                                       | 3e demi-finale |                 |
| 800 mètres           | Marcin Lewandowski                                                                                 | 4e demi-finale |                 |
| 110 mètres haies     | Artur Noga                                                                                         | élim séries    |                 |
| 3 000 mètres steeple | Łukasz Parszczyński                                                                                | élim séries    |                 |
| 4 × 100 m            | Jakub Adamski Robert Kubaczyk Dariusz Kuć Kamil Kryński Kamil Masztak Artur Zaczek                 | élim séries    |                 |
| 4 × 400 m            | Kamil Budziejewski Patryk Dobek Kacper Kozłowski Marcin Marciniszyn Michał Pietrzak Piotr Wiaderek | élim séries    |                 |
| Marathon             | Henryk Szost                                                                                       | 9e             | 2 h 12 min 28 s |
| Marathon             | Marcin Chabowski                                                                                   | non partant    |                 |
| 20 km marche         | Dawid Tomala                                                                                       | 19e            | 1 h 21 min 55 s |
| 20 km marche         | Grzegorz Sudoł                                                                                     | 24e            | 1 h 22 min 40 s |
| 20 km marche         | Rafał Augustyn                                                                                     | 29e            | 1 h 23 min 17 s |
| 50 km marche         | Łukasz Nowak                                                                                       | 9e             | 3 h 42 min 47 s |
| 50 km marche         | Rafał Fedaczyński                                                                                  | Abandon        |                 |
| 50 km marche         | Rafał Sikora                                                                                       | 18e            | 3 h 47 min 47 s |
| Lancer du poids      | Tomasz Majewski                                                                                    | 1re finale     | 21,89 m         |
| Lancer du javelot    | Paweł Rakoczy                                                                                      | 28equalif      |                 |
| Lancer du javelot    | Bartosz Osewski                                                                                    | 42e qualif     |                 |
| Lancer du javelot    | Igor Janik                                                                                         | 19e qualif     |                 |
| Lancer du disque     | Piotr Małachowski                                                                                  | 5e finale      | 67,19 m         |
| Lancer du disque     | Przemysław Czajkowski                                                                              | 13e qualif     |                 |
| Lancer du disque     | Robert Urbanek                                                                                     | 15e qualif     |                 |
| Lancer du marteau    | Paweł Fajdek                                                                                       | 0 qualif       |                 |
| Lancer du marteau    | Szymon Ziółkowski                                                                                  | 7e finale      | 77,10 m         |
| Saut à la perche     | Łukasz Michalski                                                                                   | 11e finale     | 5,50 m          |
| Saut à la perche     | Paweł Wojciechowski                                                                                | 0 qualif       |                 |

| Discipline           | Athlètes                                                                                           | Rang           | Temps           |
| -------------------- | -------------------------------------------------------------------------------------------------- | -------------- | --------------- |
| 100 mètres           | Marta Jeschke                                                                                      | élim séries    |                 |
| 200 mètres           | Anna Kiełbasińska                                                                                  | élim séries    |                 |
| 1500 mètres          | Renata Pliś                                                                                        | élim séries    |                 |
| 400 mètres haies     | Anna Jesień                                                                                        | 7e demi-finale | 56 s 28         |
| 3 000 mètres steeple | Katarzyna Kowalska                                                                                 | élim séries    |                 |
| 3 000 mètres steeple | Matylda Szlęzak                                                                                    | élim séries    |                 |
| 4 × 100 m            | Marta Jeschke Anna Kiełbasińska Daria Korczyńska Martyna Opoń Marika Popowicz Ewelina Ptak         | élim séries    |                 |
| 4 × 400 m            | Iga Baumgart Agata Bednarek Magdalena Gorzkowska Anna Jesień Justyna Święty Patrycja Wyciszkiewicz | élim séries    |                 |
| Marathon             | Karolina Jarzyńska                                                                                 | 36e            | 2 h 30 min 57 s |
| 20 km marche         | Paulina Buziak                                                                                     | 45e            | 1 h 35 min 23 s |
| 20 km marche         | Agnieszka Dygacz                                                                                   | 23e            | 1 h 31 min 28 s |
| 20 km marche         | Agnieszka Szwarnóg                                                                                 | 22e            | 1 h 31 min 14 s |
| Lancer du disque     | Żaneta Glanc                                                                                       | 12e qualif     |                 |
| Lancer du marteau    | Anita Włodarczyk                                                                                   | 2e finale      | 77,60 m         |
| Lancer du marteau    | Joanna Fiodorow                                                                                    | 10e finale     | 72,37 m         |
| Saut à la perche     | Monika Pyrek                                                                                       | 8e qualif      |                 |
| Saut à la perche     | Anna Rogowska                                                                                      | 0 finale       |                 |
| Heptathlon           | Karolina Tymińska                                                                                  | abandon        |                 |

## Aviron
Hommes
| Athlète | Compétition                      | Séries        | Séries | Repêchage     | Repêchage | Quarts de finale | Quarts de finale | Demi-finales  | Demi-finales | Finales       | Finales      |
| Athlète | Compétition                      | Temps         | Rang   | Temps         | Rang      | Temps            | Rang             | Temps         | Rang         | Temps         | Rang         |
| --- | -------------------------------- | ------------- | ------ | ------------- | --------- | ---------------- | ---------------- | ------------- | ------------ | ------------- | ------------ |
| Michał Słoma | Skiff                            | 6 min 54 s 58 | 3e     |               |           | 7 min 21 s 55    | 5e               | 7 min 33 s 00 | 3e           | 7 min 34 s 98 | 5e finale C  |
| Jarosław Godek Wojciech Gutorski | Deux sans barreur                | 6 min 19 s 98 | 3e     |               |           | NC               | NC               | 7 min 04 s 58 | 4e           | 6 min 56 s 00 | 4e finale B  |
| Michał Jeliński Marek Kolbowicz Adam Korol Konrad Wasielewski                                                                                                 | Quatre de couple                 | 5 min 40 s 56 | 2e     |               |           | NC               | NC               | 6 min 10 s 75 | 3e           | 5 min 51 s 74 | 6e finale A  |
| Miłosz Bernatajtys Łukasz Pawłowski Paweł Rańda Łukasz Siemion                                                                                                | Quatre sans barreur poids légers | 5 min 53 s 52 | 4e     | 6 min 04 s 46 | 4e        | NC               | NC               |               |              |               |              |
| Krystian Aranowski Marcin Brzeziński Mikołaj Burda Rafał Hejmej Piotr Hojka Piotr Juszczak Zbigniew Schodowski Michał Szpakowski Daniel Trojanowski (barreur) | Huit                             | 5 min 35 s 64 | 3e     | 5 min 30 s 34 | 5e        | NC               | NC               | NC            | NC           | 5 min 57 s 67 | 1re finale B |

Femmes
| Athlète                                                          | Compétition      | Séries        | Séries | Repêchage     | Repêchage | Finales       | Finales     |
| Athlète                                                          | Compétition      | Temps         | Rang   | Temps         | Rang      | Temps         | Rang        |
| ---------------------------------------------------------------- | ---------------- | ------------- | ------ | ------------- | --------- | ------------- | ----------- |
| Magdalena Fularczyk Julia Michalska                              | Deux de couple   | 6 min 50 s 85 | 2e     | -             | -         | 7 min 07 s 92 | 3e finale A |
| Joanna Leszczyńska Sylwia Lewandowska Natalia Madaj Kamila Soćko | Quatre de couple | 6 min 21 s 44 | 3e     | 6 min 23 s 19 | 5e        | 6 min 57 s 20 | 2e finale B |

## Badminton
| Athlète                        | Compétition      | Phase de groupe      | Phase de groupe      | Phase de groupe  | Phase de groupe | 8e de finale     | Quarts de finale      | Demi-finales     | Finale           | Finale |
| Athlète                        | Compétition      | Adversaire Score     | Adversaire Score     | Adversaire Score | Rang            | Adversaire Score | Adversaire Score      | Adversaire Score | Adversaire Score | Rang   |
| ------------------------------ | ---------------- | -------------------- | -------------------- | ---------------- | --------------- | ---------------- | --------------------- | ---------------- | ---------------- | ------ |
| Przemysław Wacha               | Simple messieurs | CHN 15 21;8 21       |                      |                  |                 |                  |                       |                  |                  |        |
| Adam Cwalina Michał Łogosz     | Double messieurs | KOR 21 17;7 21;13 21 | THA ab.              | INA ab.          | 4e              | NC               |                       |                  |                  |        |
| Kamila Augustyn                | Simple dames     | RUS 16 21;17 21      | DEN 11 21;6 21       |                  |                 |                  |                       |                  |                  |        |
| Nadieża Zięba Robert Mateusiak | Double mixte     | JPN 21 18;22 20      | DEN 9 21;21 14;17 21 | CAN 21 13;21 16  | 2e              | NC               | CHN 21 19;16 21;21 23 |                  |                  |        |

## Boxe
| Femmes \| Épreuves \| Athlètes \| Résultat \| \| -------- \| ------------------- \| ------------ \| \| -51 kg \| Karolina Michalczuk \| 8e de finale \| |                     |              |
| Épreuves | Athlètes            | Résultat     |
| -51 kg | Karolina Michalczuk | 8e de finale |

## Canoë-kayak

### Course en ligne
La Pologne a qualifié des canoës pour les épreuves suivantes :
| Épreuves     | Athlètes                        | Résultat       |
| ------------ | ------------------------------- | -------------- |
| K1 – 1 000 m | Aucun                           | -              |
| K1 – 200 m   | Piotr Siemionowski              | 6e finale A    |
| K2 – 1 000 m | Aucun                           | -              |
| K2 – 200 m   | Aucun                           | -              |
| K4 – 1 000 m | Aucun                           | -              |
| C1 – 1 000 m | Piotr Kuleta                    | 1re finale B   |
| C1 – 200 m   | Piotr Kuleta                    | 7e demi-finale |
| C2 – 1 000 m | Marcin Grzybowski Tomasz Kaczor | 1re finale B   |

| Épreuves   | Athlètes                                                            | Résultat    |
| ---------- | ------------------------------------------------------------------- | ----------- |
| K1 – 500 m | Aneta Konieczna                                                     | 2e finale B |
| K1 – 200 m | Marta Walczykiewicz                                                 | 5e finale A |
| K2 – 500 m | Beata Mikołajczyk Karolina Naja                                     | 3e finale A |
| K4 – 500 m | Aneta Konieczna Beata Mikołajczyk Karolina Naja Marta Walczykiewicz | 4e finale A |

Prochaine échéance : Terminé

### Slalom
| Épreuves  | Athlètes                          | Résultat       |
| --------- | --------------------------------- | -------------- |
| K1 hommes | Mateusz Polaczyk                  | 4e finale      |
| C1 hommes | Grzegorz Kiljanek                 | 9e demi-finale |
| C2 hommes | Marcin Pochwała Piotr Szczepański | 5e finale      |
| K1 femmes | Natalia Pacierpnik                | 7e finale      |

Prochaine échéance : Terminée

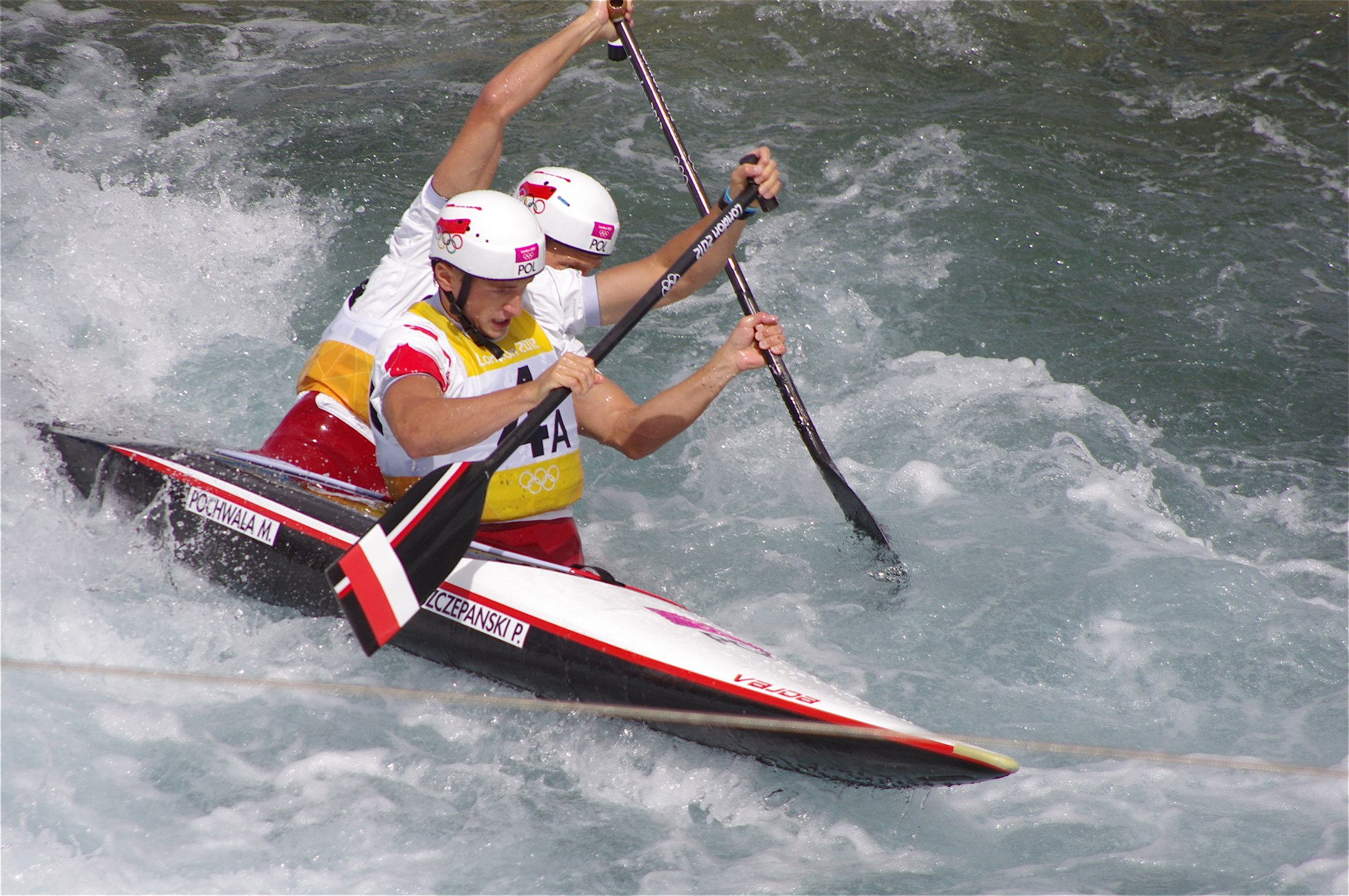
Piotr Szczepański et Marcin Pochwała (C-2 hommes)
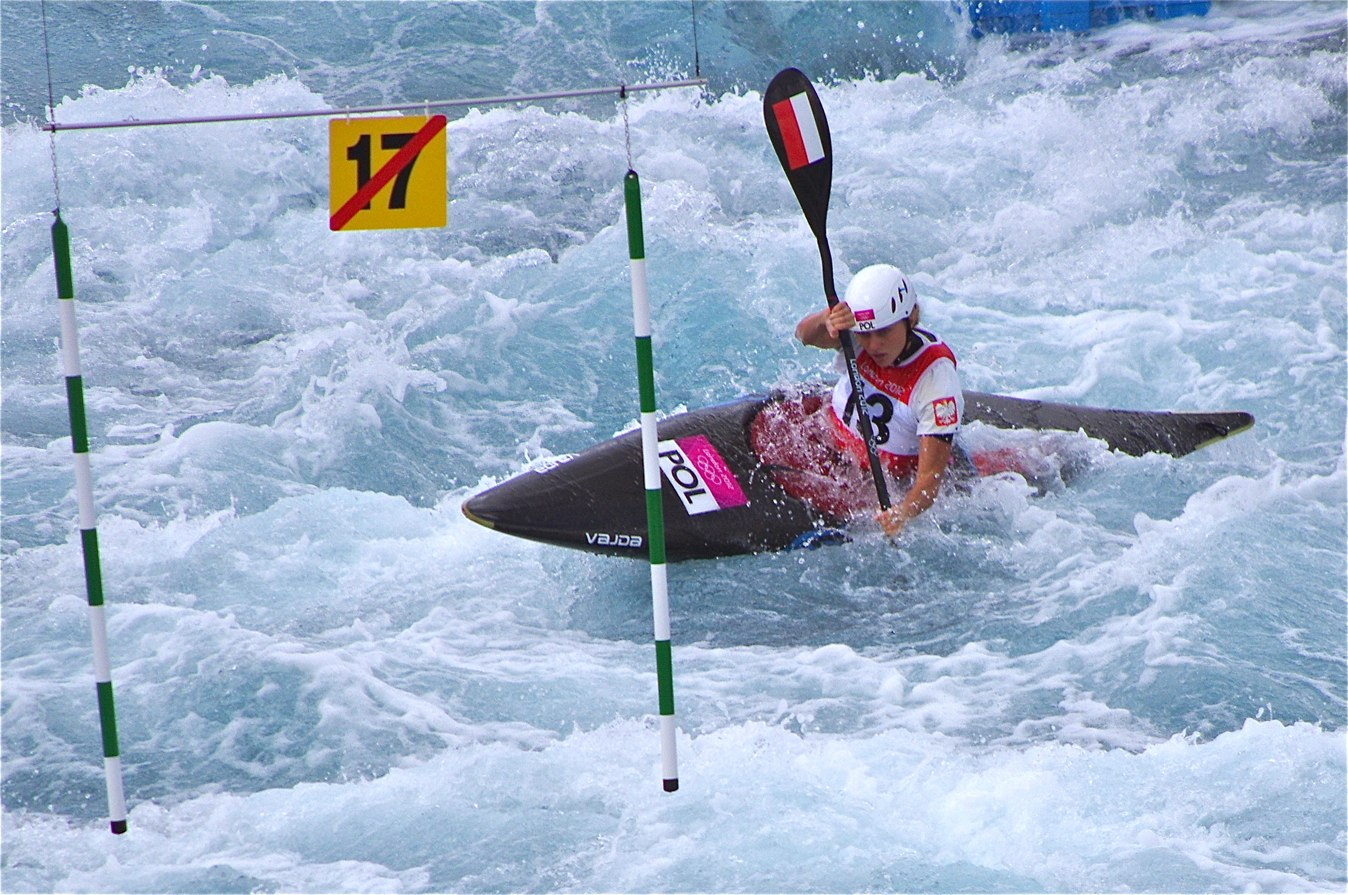
Natalia Pacierpnik (K-1 femmes)

## Cyclisme

### Cyclisme sur route
En cyclisme sur route, la Pologne a qualifié trois hommes et une femme.
hommes
| Athlète            | Compétition             | Temps          | Rang |
| ------------------ | ----------------------- | -------------- | ---- |
| Maciej Bodnar      | Course en ligne hommes  | 5 min 46 s 37  | 84e  |
| Maciej Bodnar      | Contre-la-montre hommes | 55 min 49 s 67 | 25e  |
| Michał Gołaś       | Course en ligne hommes  | DNF            | -    |
| Michał Kwiatkowski | Course en ligne hommes  | 5 min 46 s 37  | 60e  |

femmes
| Athlète             | Compétition            | Temps         | Rang |
| ------------------- | ---------------------- | ------------- | ---- |
| Katarzyna Pawłowska | Course en ligne femmes | 3 min 35 s 56 | 11e  |

### Cyclisme sur piste
Vitesse
| Athlète                                          | Compétition                 | Qualification        | Séries                   | Quarts de finale         | Demi-finales             | Finale                   | Finale |
| Athlète                                          | Compétition                 | Temps Vitesse        | Adversaire Temps Vitesse | Adversaire Temps Vitesse | Adversaire Temps Vitesse | Adversaire Temps Vitesse | Rang   |
| ------------------------------------------------ | --------------------------- | -------------------- | ------------------------ | ------------------------ | ------------------------ | ------------------------ | ------ |
| Damian Zieliński                                 | Vitesse individuelle hommes | 10 s 323 69,747 km/h |                          |                          |                          |                          |        |
| Maciej Bielecki Kamil Kuczyński Damian Zieliński | Vitesse par équipes hommes  | 44 s 712 60,386 km/h | NC                       |                          | NC                       |                          |        |

Keirin
| Athlète         | Compétition   | 1er tour | Repêchage | 2e tour | Finale |
| Athlète         | Compétition   | Rang     | Rang      | Rang    | Rang   |
| --------------- | ------------- | -------- | --------- | ------- | ------ |
| Kamil Kuczyński | Keirin hommes | 4        | 4         |         |        |

Omnium
| Athlète            | Compétition   | Tour lancé | Tour lancé | Course aux points | Course aux points | Élimination | Poursuite           | Poursuite      | Scratch | Scratch | Contre-la-montre | Contre-la-montre | Total | Rang |
| Athlète            | Compétition   | Temps      | Rang       | Points            | Rang              | Rang        | Adversaire Résultat | Temps          | Rang    | Temps   | Rang             | Rang             | Total | Rang |
| ------------------ | ------------- | ---------- | ---------- | ----------------- | ----------------- | ----------- | ------------------- | -------------- | ------- | ------- | ---------------- | ---------------- | ----- | ---- |
| Małgorzata Wojtyra | Omnium femmes | 14 s 754   | 13         | 34                | 1                 | 10          | 12                  | 3 min 45 s 083 | 13      | 0       | 14               | 36 s 790         | 63    | 11   |

### VTT
| Athlète               | Compétition              | Temps           | Rang |
| --------------------- | ------------------------ | --------------- | ---- |
| Piotr Brzózka         | Cross-country VTT hommes | 1 h 38 min 37 s | 32e  |
| Marek Konwa           | Cross-country VTT hommes | 1 h 32 min 41 s | 16e  |
| Aleksandra Dawidowicz | Cross-country VTT femmes | 1 h 33 min 20 s | 7e   |
| Paula Gorycka         | Cross-country VTT femmes | 1 h 39 min 18 s | 22e  |

## Équitation

### Concours complet
| Athlète      | Cheval | Compétition | Dressage  | Dressage | Cross-country | Cross-country | Saut d'obstacles | Saut d'obstacles | Saut d'obstacles | Saut d'obstacles | Total     | Total |
| Athlète      | Cheval | Compétition | Dressage  | Dressage | Cross-country | Cross-country | Qualification    | Qualification    | Finale           | Finale           | Total     | Total |
| Athlète      | Cheval | Compétition | Pénalités | Rang     | Pénalités     | Rang          | Pénalités        | Rang             | Pénalités        | Rang             | Pénalités | Rang  |
| ------------ | ------ | ----------- | --------- | -------- | ------------- | ------------- | ---------------- | ---------------- | ---------------- | ---------------- | --------- | ----- |
| Paweł Spisak | Wag    | Individuel  | 54,08     | 49e      | 22,4          | 28e           |                  |                  |                  |                  |           |       |

### Dressage
| Athlète                                             | Cheval         | Compétition | 1er tour | 1er tour | 2e tour | 2e tour | 2e tour     | 2e tour | Finale | Finale | Finale      | Finale |
| Athlète                                             | Cheval         | Compétition | Score    | Rang     | Score   | Rang    | Score total | Rang    | Score  | Rang   | Score total | Rang   |
| --------------------------------------------------- | -------------- | ----------- | -------- | -------- | ------- | ------- | ----------- | ------- | ------ | ------ | ----------- | ------ |
| Katarzyna Milczarek                                 | Ekwador        | Individuel  | 69,277   | 38e      |         |         |             |         |        |        |             |        |
| Michał Rapcewicz                                    | Randon         | Individuel  | 66,915   | 45e      |         |         |             |         |        |        |             |        |
| Beata Stremler                                      | Martini        | Individuel  | 69,422   | 36e      |         |         |             |         |        |        |             |        |
| Katarzyna Milczarek Michał Rapcewicz Beata Stremler | Voir ci-dessus | Par équipes | 68,536   | 8e       |         |         |             |         |        |        |             |        |

## Escrime
Hommes
| Athlète             | Compétition       | 1/32 de finale      | 1/16 de finale          | 1/8 de finale    | Quarts de finale | Demi-finales     | Finale           | Finale |
| Athlète             | Compétition       | Adversaire Score    | Adversaire Score        | Adversaire Score | Adversaire Score | Adversaire Score | Adversaire Score | Rang   |
| ------------------- | ----------------- | ------------------- | ----------------------- | ---------------- | ---------------- | ---------------- | ---------------- | ------ |
| Radosław Zawrotniak | Épée individuelle | NC                  | Alexandre Bouzaid (SEN) |                  |                  |                  |                  |        |
| Adam Skrodzki       | Sabre individuel  | Lam Hin Chung (HKG) | Nicolas Limbach (GER)   |                  |                  |                  |                  |        |

Femmes
| Athlète                                                                      | Compétition         | 1/32 de finale   | 1/16 de finale             | 1/8 de finale    | Quarts de finale | Demi-finales     | Finale           | Finale |
| Athlète                                                                      | Compétition         | Adversaire Score | Adversaire Score           | Adversaire Score | Adversaire Score | Adversaire Score | Adversaire Score | Rang   |
| ---------------------------------------------------------------------------- | ------------------- | ---------------- | -------------------------- | ---------------- | ---------------- | ---------------- | ---------------- | ------ |
| Magdalena Piekarska                                                          | Épée individuelle   | exempt           | Tiffany Géroudet (SUI)     |                  |                  |                  |                  |        |
| Sylwia Gruchała                                                              | Fleuret individuel  | exempt           | Kanae Ikehata (JPN)        |                  |                  |                  |                  |        |
| Martyna Synoradzka                                                           | Fleuret individuel  | exempt           | Kamilla Gafurzianova (RUS) |                  |                  |                  |                  |        |
| Małgorzata Wojtkowiak                                                        | Fleuret individuel  | exempt           | Chen Jinyan (CHN)          |                  |                  |                  |                  |        |
| Karolina Chlewińska Sylwia Gruchała Martyna Synoradzka Małgorzata Wojtkowiak | Fleuret par équipes | NC               | NC                         | NC               | France           |                  |                  |        |
| Aleksandra Socha                                                             | Sabre individuel    | NC               | Sandra Sassine (CAN)       |                  |                  |                  |                  |        |

## Gymnastique

### Artistique
Hommes
| Athlète       | Compétition | Appareils | Appareils | Appareils | Appareils | Appareils | Appareils | Qualification | Qualification | Appareils | Appareils | Appareils | Appareils | Appareils | Appareils | Finale | Finale |
| Athlète       | Compétition | S         | CA        | A         | SC        | BP        | BF        | Total         | Rang          | S         | CA        | A         | SC        | BP        | BF        | Total  | Rang   |
| ------------- | ----------- | --------- | --------- | --------- | --------- | --------- | --------- | ------------- | ------------- | --------- | --------- | --------- | --------- | --------- | --------- | ------ | ------ |
| Roman Kulesza | Individuel  | 54e       | 50e       | 63e       |           | 34e       | 24e       | 84,698        | 28e           | 21e       | 22e       | 24e       | 24e       | 11e       | 22e       | 84,165 | 24e    |

Femmes
| Athlète             | Compétition | Appareils | Appareils | Appareils | Appareils | Qualification | Qualification | Appareils | Appareils | Appareils | Appareils | Finale | Finale |
| Athlète             | Compétition | S         | SC        | BA        | P         | Total         | Rang          | S         | SC        | BA        | P         | Total  | Rang   |
| ------------------- | ----------- | --------- | --------- | --------- | --------- | ------------- | ------------- | --------- | --------- | --------- | --------- | ------ | ------ |
| Marta Pihan-Kulesza | Individuel  |           | 28e       | 20e       | 45e       | 54,365        | 26e           | 7e        | 21e       | 10e       | 23e       | 55,332 | 19e    |

### Rythmique
| Athlète        | Compétition | Qualification | Qualification | Qualification | Qualification | Qualification | Qualification | Finale  | Finale | Finale | Finale | Finale  | Finale |
| Athlète        | Compétition | Cerceau       | Ballon        | Massue        | Ruban         | Total         | Rang          | Cerceau | Ballon | Massue | Ruban  | Total   | Rang   |
| -------------- | ----------- | ------------- | ------------- | ------------- | ------------- | ------------- | ------------- | ------- | ------ | ------ | ------ | ------- | ------ |
| Joanna Mitrosz | Individuel  | 9e            | 8e            | 6e            | 7e            | 109,750       | 8e            | 7e      | 6e     | 8e     | 8e     | 108,900 | 9e     |

## Haltérophilie
| Épreuves | Athlètes          | Résultat        |
| -------- | ----------------- | --------------- |
| -77 kg   | Krzysztof Zwarycz | 7e avec 332 kg  |
| -85 kg   | Adrian Zieliński  | 1er avec 385 kg |
| -94 kg   | Arsen Kasabijew   | abandon         |
| -94 kg   | Tomasz Zieliński  | 9e avec 385 kg  |
| -105 kg  | Bartłomiej Bonk   | 2e avec 410 kg  |
| -105 kg  | Marcin Dołęga     | abandon         |

| Épreuves | Athlètes              | Résultat        |
| -------- | --------------------- | --------------- |
| -53 kg   | Joanna Łochowska      | 13e avec 191 kg |
| -53 kg   | Aleksandra Klejnowska | 7e avec 196 kg  |
| -69 kg   | Ewa Mizdal            | -               |

Prochaine échéance: Terminé,.

## Judo
Les judokas polonais sont qualifiés dans les catégories suivantes :
Hommes
| Athlète            | Compétition    | 1/32 de finale      | 1/16 de finale      | 1/8 de finale        | Quarts de finale     | Demi-finales          | Repêchage 1         | Repêchage 2         | Finale              | Finale |
| Athlète            | Compétition    | Adversaire Résultat | Adversaire Résultat | Adversaire Résultat  | Adversaire Résultat  | Adversaire Résultat   | Adversaire Résultat | Adversaire Résultat | Adversaire Résultat | Rang   |
| ------------------ | -------------- | ------------------- | ------------------- | -------------------- | -------------------- | --------------------- | ------------------- | ------------------- | ------------------- | ------ |
| Paweł Zagrodnik    | Moins de 66 kg |                     | Leandro Cunha (BRA) | Armur Nazaryan (ARM) | Tarlan Karimov (AZE) | Masushi Ebimura (JPN) |                     |                     |                     |        |
| Tomasz Adamiec     | Moins de 73 kg |                     | Ugo Legrand (FRA)   |                      |                      |                       |                     |                     |                     |        |
| Janusz Wojnarowicz | Plus de 100 kg |                     | Teddy Riner (FRA)   |                      |                      |                       |                     |                     |                     |        |

Femmes
| Athlète           | Compétition    | 1/16 de finale      | 1/8 de finale          | Quarts de finale    | Demi-finales        | Repêchage 1         | Repêchage 2         | Finale              | Finale |
| Athlète           | Compétition    | Adversaire Résultat | Adversaire Résultat    | Adversaire Résultat | Adversaire Résultat | Adversaire Résultat | Adversaire Résultat | Adversaire Résultat | Rang   |
| ----------------- | -------------- | ------------------- | ---------------------- | ------------------- | ------------------- | ------------------- | ------------------- | ------------------- | ------ |
| Katarzyna Kłys    | Moins de 70 kg |                     | Fei Chun (CHN)         |                     |                     |                     |                     |                     |        |
| Daria Pogorzelec  | Moins de 78 kg |                     | Anamari Velenšek (SLO) | Heide Wollert (GER) | Abigel Joo (HUN)    |                     |                     |                     |        |
| Urszula Sadkowska | Plus de 78 kg  |                     |                        | Wen tong (CHN)      |                     |                     |                     |                     |        |

## Lutte
| Épreuves            | Athlètes          | Résultat |
| ------------------- | ----------------- | -------- |
| Lutte gréco-romaine |                   |          |
| -84 kg              | Damian Janikowski |          |
| -120 kg             | Łukasz Banak      | -        |

| Épreuves    | Athlètes        | Résultat |
| ----------- | --------------- | -------- |
| Lutte libre |                 |          |
| -48 kg      | Iwona Matkowska | -        |
| -63 kg      | Monika Michalik | -        |

## Natation

### Natation sportive
| Épreuve            | Athlète | Résultat |
| ------------------ | --- | -------- |
| 50 m nage libre    | Kacper Majchrzak |          |
| 100 m nage libre   | Konrad Czerniak | -        |
| 400 m nage libre   | Mateusz Sawrymowicz                                                                                                 | -        |
| 1 500 m nage libre | Mateusz Sawrymowicz                                                                                                 |          |
| 100 m papillon     | Konrad Czerniak | -        |
| 200 m papillon     | Paweł Korzeniowski                                                                                                  |          |
| 200 m papillon     | Marcin Cieślak |          |
| 100 m brasse       | Dawid Szulich | -        |
| 200 m brasse       | Sławomir Kuczko | -        |
| 100 m dos          | Marcin Tarczyński                                                                                                   | -        |
| 200 m dos          | Radosław Kawęcki | -        |
| 200 m 4 nages      | Marcin Cieślak | -        |
| 4 × 100 m 4 nages  | Konrad Czerniak Paweł Korzeniowski Dawid Szulich Marcin Tarczyński Kacper Majchrzak Sławomir Kuczko Oskar Krupiecki | -        |

| Épreuve              | Athlète                                                                                  | Résultat |
| -------------------- | ---------------------------------------------------------------------------------------- | -------- |
| 50 m nage Libre      | Anna Dowgiert                                                                            | -        |
| 100 m nage Libre     | Katarzyna Wilk                                                                           | -        |
| 100 m papillon       | Otylia Jędrzejczak                                                                       | -        |
| 200 m papillon       | Karolina Szczepaniak                                                                     |          |
| 200 m papillon       | Otylia Jędrzejczak                                                                       |          |
| 100 m dos            | Alicja Tchórz                                                                            | -        |
| 200 m dos            | Alicja Tchórz                                                                            | -        |
| 400 m 4 nages        | Karolina Szczepaniak                                                                     | -        |
| 4 × 200 m nage libre | Otylia Jędrzejczak Aleksandra Putra Diana Sokołowska Karolina Szczepaniak Katarzyna Wilk |          |

Prochaine échéance : Terminé

### Nage en eau libre
| Épreuves              | Quota (au 21 avril 2012) |
| --------------------- | ------------------------ |
| Marathon 10 km hommes | Aucun                    |
| Marathon 10 km femmes | Natalia Charłos          |

Prochaine échéance : Terminé

## Pentathlon moderne
| Épreuves             | Athlètes           | Résultat |
| -------------------- | ------------------ | -------- |
| Épreuve individuelle | Szymon Staśkiewicz |          |

| Épreuves             | Athlètes            | Résultat |
| -------------------- | ------------------- | -------- |
| Épreuve individuelle | Sylvia Czwojdzinska |          |
| Épreuve individuelle | Katarzyna Wójcik    |          |

Prochaine échéance : Terminé

## Taekwondo
| Épreuves | Athlète          | Résultat |
| -------- | ---------------- | -------- |
| Hommes   |                  |          |
| -68 kg   | Michał Łoniewski | -        |

## Tennis
| Épreuves         | Athlètes                             | Résultat |
| ---------------- | ------------------------------------ | -------- |
| Simple messieurs | Łukasz Kubot                         |          |
| Double messieurs | Mariusz Fyrstenberg Marcin Matkowski |          |

| Épreuves     | Athlètes                              | Résultat |
| ------------ | ------------------------------------- | -------- |
| Simple dames | Agnieszka Radwańska                   |          |
| Simple dames | Urszula Radwańska                     |          |
| Double dames | Agnieszka Radwańska Urszula Radwańska |          |
| Double dames | Klaudia Jans-Ignacik Alicja Rosolska  |          |

## Tennis de table
Hommes
| Athlète      | Compétition | Tour préliminaire | 1er tour         | 2e tour          | 3e tour          | 4e tour          | Quarts de finale | Demi-finales     | Finale           | Finale |
| Athlète      | Compétition | Adversaire Score  | Adversaire Score | Adversaire Score | Adversaire Score | Adversaire Score | Adversaire Score | Adversaire Score | Adversaire Score | Rang   |
| ------------ | ----------- | ----------------- | ---------------- | ---------------- | ---------------- | ---------------- | ---------------- | ---------------- | ---------------- | ------ |
| Wang Zeng Yi | Simple      |                   |                  |                  |                  |                  |                  |                  |                  |        |

Femmes
| Athlète                                      | Compétition | Tour préliminaire | 1er tour         | 2e tour          | 3e tour          | 4e tour          | Quarts de finale | Demi-finales     | Finale           | Finale |
| Athlète                                      | Compétition | Adversaire Score  | Adversaire Score | Adversaire Score | Adversaire Score | Adversaire Score | Adversaire Score | Adversaire Score | Adversaire Score | Rang   |
| -------------------------------------------- | ----------- | ----------------- | ---------------- | ---------------- | ---------------- | ---------------- | ---------------- | ---------------- | ---------------- | ------ |
| Li Qian                                      | Simple      |                   |                  |                  |                  |                  |                  |                  |                  |        |
| Natalia Partyka                              | Simple      |                   |                  |                  |                  |                  |                  |                  |                  |        |
| Katarzyna Grzybowska Li Qian Natalia Partyka | Par équipes | NC                |                  | NC               | NC               | NC               |                  |                  |                  |        |

## Tir
Femmes
| Athlète                   | Compétition                  | Qualification | Qualification | Finale | Finale            |
| Athlète                   | Compétition                  | Points        | Rang          | Points | Rang              |
| ------------------------- | ---------------------------- | ------------- | ------------- | ------ | ----------------- |
| Beata Bartków-Kwiatkowska | Pistolet à 10 m air comprimé |               |               |        |                   |
| Beata Bartków-Kwiatkowska | Pistolet à 25 m              |               |               |        |                   |
| Sylwia Bogacka            | Carabine 50 m 3 positions    |               |               |        |                   |
| Sylwia Bogacka            | Carabine à 10 m air comprimé | 399           | 1             | 5      | Médaille d'argent |
| Agnieszka Nagay           | Carabine 50 m 3 positions    |               |               |        |                   |
| Paula Wrońska             | Carabine à 10 m air comprimé | 390           | 47            |        |                   |

## Tir à l'arc
| Athlète           | Compétition       | Tour préliminaire | Tour préliminaire | 1er tour         | 2e tour          | 3e tour          | Quarts de finale | Demi-finales     | Finale           | Finale |
| Athlète           | Compétition       | Score             | Rang              | Adversaire Score | Adversaire Score | Adversaire Score | Adversaire Score | Adversaire Score | Adversaire Score | Rang   |
| ----------------- | ----------------- | ----------------- | ----------------- | ---------------- | ---------------- | ---------------- | ---------------- | ---------------- | ---------------- | ------ |
| Rafał Dobrowolski | Individuel hommes |                   |                   |                  |                  |                  |                  |                  |                  |        |
| Natalia Leśniak   | Individuel femmes |                   |                   |                  |                  |                  |                  |                  |                  |        |

## Triathlon
| Épreuves       | Athlètes       | Résultat |
| -------------- | -------------- | -------- |
| Épreuve hommes | Marek Jaskółka |          |

| Épreuves       | Athlètes         | Résultat |
| -------------- | ---------------- | -------- |
| Épreuve femmes | Maria Cześnik    |          |
| Épreuve femmes | Agnieszka Jerzyk |          |

Prochaine échéance : Terminé

## Voile
| Épreuves | Athlètes                            | Résultat |
| -------- | ----------------------------------- | -------- |
| RS:X     | Przemysław Miarczyński              |          |
| Laser    | Kacper Ziemiński                    |          |
| Finn     | Piotr Kula                          |          |
| Star     | Mateusz Kusznierewicz Dominik Życki |          |

| Épreuves     | Athlètes                          | Résultat |
| ------------ | --------------------------------- | -------- |
| RS:X         | Zofia Noceti-Klepacka             |          |
| Laser Radial | Anna Weinzieher                   |          |
| 470          | Jolanta Ogar Agnieszka Skrzypulec |          |

Prochaine échéance : Terminé

## Volley-ball

### Beach-volley
| Athlète                         | Compétition      | Tour préliminaire                                                                   | Classement | Rattrapage        | Huitièmes de finale | Quarts de finale  | Demi-finales      | Finale            | Finale |  |
| Athlète                         | Compétition      | Adversaires Score                                                                   | Classement | Adversaires Score | Adversaires Score   | Adversaires Score | Adversaires Score | Adversaires Score | Rang   |  |
| ------------------------------- | ---------------- | ----------------------------------------------------------------------------------- | ---------- | ----------------- | ------------------- | ----------------- | ----------------- | ----------------- | ------ |  |
| Grzegorz Fijałek Mariusz Prudel | Tournoi masculin | Poule D Samoilovs – Sorokins (LAT) Gibb – Rosenthal (USA) Chiya – Goldschmidt (RSA) |            |                   |                     |                   |                   |                   |        |  |

### Volley-ball (indoor)

#### Tournoi masculin
Classement
Les quatre premières équipes de la poule sont qualifiées.
- Qualifiés pour les quarts de finale
- Éliminés

| # | Équipe          | Pts | J | G | Gt | Pt | P | Sp | Sc | Ratio | Pp | Pc | Ratio |
| 1 | Grande-Bretagne | 0   | 0 | 0 | 0  | 0  | 0 | 0  | 0  | MAX   | 0  | 0  |       |
| 2 | Italie          | 0   | 0 | 0 | 0  | 0  | 0 | 0  | 0  | MAX   | 0  | 0  |       |
| 3 | Pologne         | 0   | 0 | 0 | 0  | 0  | 0 | 0  | 0  | MAX   | 0  | 0  |       |
| 4 | Argentine       | 0   | 0 | 0 | 0  | 0  | 0 | 0  | 0  | MAX   | 0  | 0  |       |
| 5 | Bulgarie        | 0   | 0 | 0 | 0  | 0  | 0 | 0  | 0  | MAX   | 0  | 0  |       |
| 6 | Australie       | 0   | 0 | 0 | 0  | 0  | 0 | 0  | 0  | MAX   | 0  | 0  |       |

Matchs